# أجمل مختصر (ألبوم)
أجمل مختصر هو الألبوم الخامس عشر للمطرب التونسي صابر الرباعي,تم إنتاجه و توزيعه سنة 2014 من إنتاج و توزيع روتانا.

## قائمة الأغاني
- أجمل مختصر
- الله يسهلهم
- انتي الي وحدي
- حسدوني
- خليها بقلبي
- مبروك عليا
- وردة
- وين وين
- يا مفتري
- لما طليتي